# Michael Harcourt

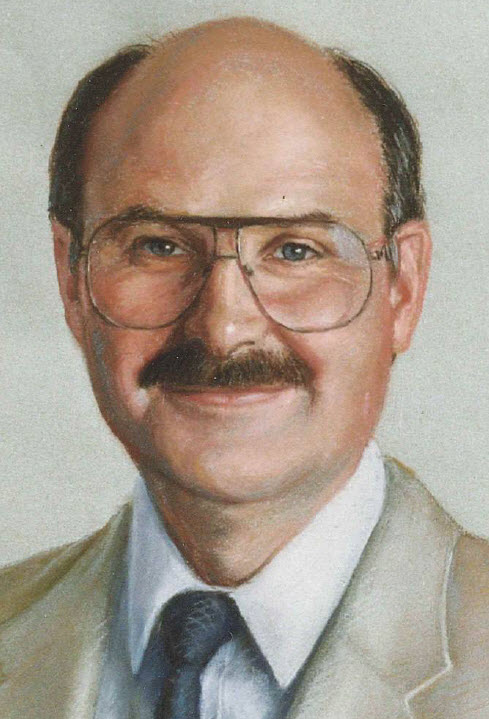
Michael Harcourt

Michael Franklin „Mike“ Harcourt (* 6. Januar 1943 in Edmonton) ist ein kanadischer Rechtsanwalt, Autor und Politiker. Er war vom 5. November 1991 bis zum 22. Februar 1996 Premierminister der Provinz British Columbia und von 1987 bis 1996 Vorsitzender der British Columbia New Democratic Party (NDP). Zuvor war er von 1980 bis 1986 Bürgermeister der Stadt Vancouver gewesen.

## Biografie
Harcourt wuchs in Vancouver auf und studierte Recht an der University of British Columbia (UBC). In den 1960er Jahren war er in der Protestbewegung gegen den Vietnamkrieg aktiv. 1969 gründete er die erste öffentliche Rechtsberatungsstelle Kanadas und war bis 1971 deren Direktor. Auch beriet er den damaligen Justizminister John Turner bei der landesweiten Einführung solcher Einrichtungen. Ab 1973 gehörte Harcourt dem Stadtrat von Vancouver an und wurde 1980 zum Bürgermeister gewählt. Seine Amtszeit war geprägt von der Planung und Vorbereitung der Weltausstellung Expo 86; auch entstanden zahlreiche Infrastrukturbauten wie der SkyTrain und das BC Place Stadium.
Bei den Wahlen zur Legislativversammlung von British Columbia wurde Harcourt im Oktober 1986 zum Abgeordneten des Wahlbezirks Vancouver Centre gewählt. 1987 wählte ihn die NDP zum Parteivorsitzenden, womit er nun auch Oppositionsführer war. Im Oktober 1991 errang die NDP einen überwältigenden Wahlsieg und am 5. November 1991 trat Harcourt das Amt des Premierministers an.
Am 22. Februar 1996 trat er infolge des „Bingogate“-Skandals zurück. Ein NDP-Mitglied hatte Einnahmen eines Wohltätigkeits-Bingos in die Parteikasse fließen lassen. Obwohl Harcourt nicht in den Skandal verwickelt war, übernahm er die politische Verantwortung. Auf ihn folgte Glen Clark, der drei Jahre später ebenfalls wegen eines Skandals zurücktrat. Nach Ende seiner politischen Karriere arbeitete Harcourt an der UBC an Forschungsprojekten im Bereich der nachhaltigen Stadtentwicklung.
Im November 2002 erlitt er einen schweren Unfall, als er in seinem Cottage auf Pender Island stürzte und sich dabei eine Verletzung des Rückenmarks zuzog. Er erholte sich zum Erstaunen der Ärzte rasch und schrieb 2006 ein Buch über seine Heilung (Plan B: One Man's Journey from Tragedy to Triumph). 2007 erhielt er von der UBC einen Ehrendoktortitel.